# Фримен, Донни
Дональд Э. «Донни» Фримен (англ. Donald E. "Donnie" Freeman; род. 18 июля 1944 года в Мэдисоне, штат Иллинойс, США) — американский профессиональный баскетболист, отыгравший восемь сезонов в Американской баскетбольной ассоциации и один сезон в Национальной баскетбольной ассоциации.

## Биография
Фримен учился в старшей школе Мэдисона, а позже в Иллинойсском университете в Урбане-Шампейне. В составе университетской команды он с среднем за игру набирал 20,1 очка и делал 10,3 подбора и по окончании обучения являлся самым результативным игроком в его истории (в настоящее время занимает 15 место), а в сезоне 1965/66 установил рекорд учебного заведения по количеству очков, забитых за один сезон (668). За его достижения он был включён в сборную конференции Big Ten и во всеамериканскую сборную. В 2004 году Фримен был включён в команду столетия «Файтинг Иллини».
На драфте НБА 1966 года он был выбран в третьем раунде клубом «Филадельфия Севенти Сиксерс», однако он так никогда не сыграл ни одного матча за него. Первые восемь сезонов своей профессиональной карьеры Фримен провёл в АБА, выступая за «Миннесоту Маскис», «Майами Флоридианс», «Юту Старз», «Техас/Даллас Чеперрелс», «Индиану Пэйсерс», и «Сан-Антонио Спёрс». За эти восемь лет он набрал 11 544 очка и пять раз выступал в матчах всех звёзд АБА. В 1975 году он перешёл в клуб НБА «Лос-Анджелес Лейкерс», в составе которого провёл один сезон, по окончании которого объявил о завершении игровой карьеры.
После этого он вернулся в Иллинойс, где стал работать банковском бизнесе. В 1967 году у Фримена родился сын, которого также назвали Дон.

## Статистика

### Статистика в НБА
| Сезон                                                                                    | Команда | Регулярный сезон | Регулярный сезон | Регулярный сезон | Регулярный сезон | Регулярный сезон | Регулярный сезон | Регулярный сезон | Регулярный сезон | Регулярный сезон | Регулярный сезон | Регулярный сезон | Серия плей-офф | Серия плей-офф | Серия плей-офф | Серия плей-офф | Серия плей-офф | Серия плей-офф | Серия плей-офф | Серия плей-офф | Серия плей-офф | Серия плей-офф | Серия плей-офф |
| Сезон                                                                                    | Команда | GP               | GS               | MPG              | FG%              | 3P%              | FT%              | RPG              | APG              | SPG              | BPG              | PPG              | GP             | GS             | MPG            | FG%            | 3P%            | FT%            | RPG            | APG            | SPG            | BPG            | PPG            |
| ---------------------------------------------------------------------------------------- | ------- | ---------------- | ---------------- | ---------------- | ---------------- | ---------------- | ---------------- | ---------------- | ---------------- | ---------------- | ---------------- | ---------------- | -------------- | -------------- | -------------- | -------------- | -------------- | -------------- | -------------- | -------------- | -------------- | -------------- | -------------- |
| 1975/76                                                                                  | Лейкерс | 64               |                  | 23,1             | 43,4             |                  | 81,9             | 2,8              | 2,7              | 0,9              | 0,2              | 10,8             | Не участвовал  | Не участвовал  | Не участвовал  | Не участвовал  | Не участвовал  | Не участвовал  | Не участвовал  | Не участвовал  | Не участвовал  | Не участвовал  | Не участвовал  |
|                                                                                          | Всего   | 64               |                  | 23,1             | 43,4             |                  | 81,9             | 2,8              | 2,7              | 0,9              | 0,2              | 10,8             | Не участвовал  | Не участвовал  | Не участвовал  | Не участвовал  | Не участвовал  | Не участвовал  | Не участвовал  | Не участвовал  | Не участвовал  | Не участвовал  | Не участвовал  |
| Наведите курсор мыши на аббревиатуры в заголовке таблицы, чтобы прочесть их расшифровку. |         |                  |                  |                  |                  |                  |                  |                  |                  |                  |                  |                  |                |                |                |                |                |                |                |                |                |                |                |